# Oligomyrmex diabolus
Oligomyrmex diabolus är en myrart som beskrevs av Santschi 1913. Oligomyrmex diabolus ingår i släktet Oligomyrmex och familjen myror. Inga underarter finns listade i Catalogue of Life.